# طرد المغاربة من الجزائر

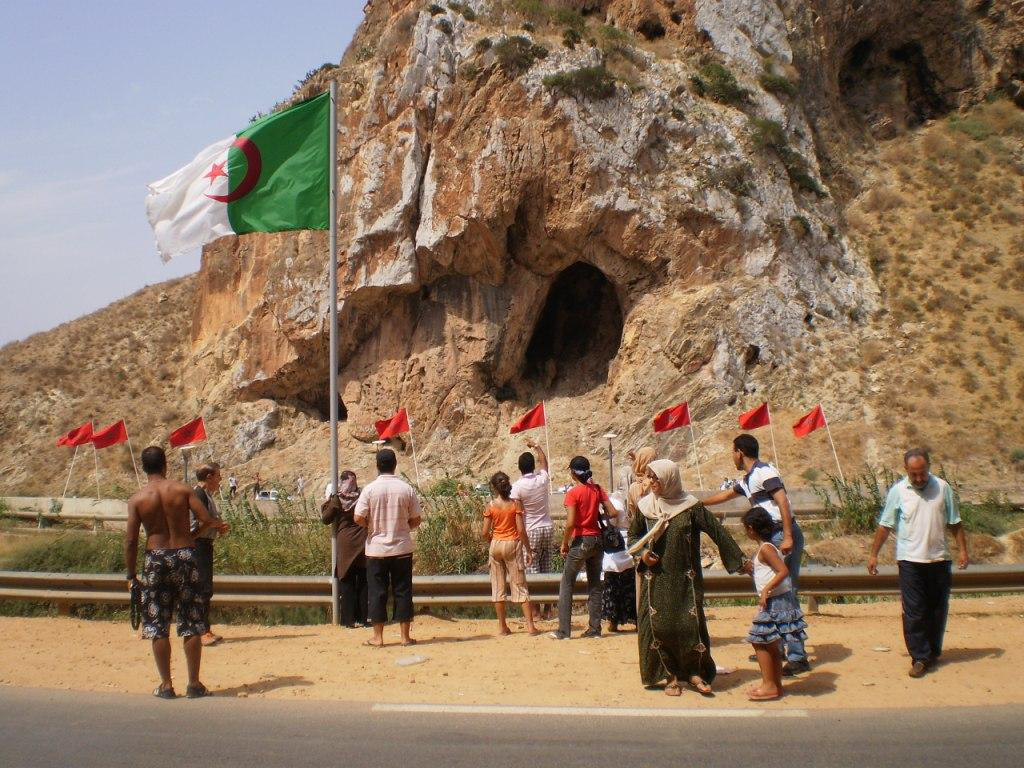
مكان حدودي حيث يرحب المغاربة والجزائريون ببعضهم البعض.

طرد المغاربة من الجزائر سنة 1975 أو كما سمي بـالمسيرة السوداء أو المسيرة الكحلاء هي عملية تهجير قسري شملت 75 ألف عائلة مغربية وذات أصول مغربية كانت مقيمة في الجزائر، وصل عدد الأفراد الذين تم تهجيرهم إلى زهاء 350 ألف شخص أي نفس عدد الأشخاص الذين شاركوا في المسيرة الخضراء. بدأت عملية التهجير صبيحة عيد الأضحى 18 ديسمبر 1975 (أي بعد شهر على المسيرة الخضراء) في ظل نظام حكم هواري بومدين بالجزائر، وجاءت العملية نكاية وكرد فعل غريب على المسيرة الخضراء التي أعطى انطلاقتها الملك الحسن الثاني لاسترجاع الصحراء الغربية من الاحتلال الإسباني.
يعود تاريخ هذا النزاع إلى 2 مارس 1973، وهو التاريخ الذي أصدرت فيه الحكومة المغربية ظهيرًا يتعلق بتأميم الأراضي الزراعية والمباني العائدة لأفراد وكيانات اعتبارية أجنبية. عُوض جميع الأجانب، باستثناء - وفقًا لوسائل الإعلام الجزائرية - الجزائريين الذين طُردوا بأيد عسكرية.

## الأوضاع الإنسانية
بلغ عدد المطرودين 75 ألف مغربي ومغربية فرقت السلطات الجزائرية بينهم خلال نزاع الصحراء، ونشرت هذه الأرقام في الصحف المغربية والدولية. ويروي عدد من المطرودين من بينهم يوسفية معمري موظفة بنيابة التعليم بفاس ان عائلتها طردت من منزلها بلباس النوم.." ويروي آخرون تفاصيل موجعة عن ما لحقهم من أذى وإذلال من طرف الجزائريين وأنهم تعرضوا لمعاملات سيئة حين طردوا ليلا، وصلت حد الاغتصاب والتجريد من الممتلكات والخروج من الجزائر بما عليهم من ملابس فقط، والتخلي عن الممتلكات والأموال، وإذا أرادوا البقاء في الجزائر فعليهم أن يعترفوا بجبهة البوليساريو أو تقديم دعم مالي لها. بلغ عدد المطرودين من الجزائر بسبب نزاع الصحراء 350 ألف شخص، وهو نفس العدد الذي حركه المغرب في المسيرة التي أطلق عليها الحسن الثاني "المسيرة الخضراء".
ردت السلطات الجزائرية بطرد نفس العدد وراء حدودها في مسيرة أسمتها «المسيرة الكحلاء» (السوداء) في خطوة لها أكثر من مغزى. «طردونا إلى منطقة أفقر من الفقر». وتعود أصولهم من شارك أجدادهم في حرب التحرير الجزائرية مثل عبد الحميد العاطي الله الذي يقول إن أسرته قدمت خمسة شهداء قضوا نحبهم على أرض الجزائر. بقي ان نشير إلى أن المخرج السينمائي المغربي أحمد قاسم خصص لهذه القضية فيلما وثائقيا بعنوان «مأساة الأربعين ألفا» سنة 1980.

## جمعية المغاربة ضحايا الطرد التعسفي من الجزائر
استجمع المغاربة المطردون من الجزائر عام 1975 قواهم وانتظموا في جمعية أسموها «جمعية المغاربة ضحايا الطرد التعسفي من الجزائر»، وشرعوا في الإجراءات العملية للمطالبة بحقوقهم واعتذار الدولة الجزائرية لهم. غير أنهم يقولون إن عراقيل لم يتوقعوها اعترضت سبيلهم. حسب رواية الجمعية فإن طرد المغاربة من الجزائر وقع سنة 1975، وهو العام الذي نظم فيه المغرب على عهد الملك الراحل الحسن الثاني ما عرف بالمسيرة الخضراء لاسترجاع الأقاليم الصحراوية. الحرب الباردة بين الاتحاد السوفياتي صاحب النفوذ بالجزائر والولايات المتحدة الأميركية ذات النفوذ في المغرب يومذاك، هي التي أشعلت فتيل الصراع على أشده بين الجارتين، وكان مغاربة الجزائر هم أول ضحاياها.
أوضح ميلود الشاوش في لقاء بالرباط أن تأخر ظهور الجمعية عائد إلى تغير في الأجواء السياسية والحقوقية بالمغرب، رغم أن هناك مبادرات سابقة لجمع شمل المطرودين لم تتكلل بالنجاح. وأضاف الشاوش، وهو الآن معلم للرياضيات بالمرحلة الثانوية، أن الآباء والأمهات المطرودين لم يكن لديهم الوعي والشجاعة للقيام بمثل هذه المبادرة.
وتأسست جمعية المغاربة المطرودين تعسفا من الجزائر في 15 يوليو/ تموز 2006 بالرباط، ونقلت وسائل الإعلام المغربية أخبارها، إلا أن الجمعية لم تحصل على الاعتراف حينها.
وانتظر المؤسسون مرور شهرين للتحرك ومتابعة الملف، ثم رفعوا رسالة تظلم للوالي بتاريخ 27-11-2006، إلا أن طرقهم المتواصل لأبواب ولاية الرباط لم يجد نفعا، لتبدأ فصول أخرى من المعاناة من السلطات المغربية، على حد قولهم.
وبعد استشارات قانونية رفع أعضاء الجمعية دعوى قضائية أمام المحكمة الإدارية بالرباط يوم 29 مارس/آذار الماضي تغيب عنها مسؤولو ولاية الرباط، ثم أجلت إلى يوم 26 أبريل/نيسان الحالي.
ولا يعرف ميلود الشاوش وزملاؤه في مكتب الجمعية الأسباب الحقيقية وراء موقف السلطات المغربية، كما أن السلطات المعنية التزمت الصمت المطبق ولم تقدم أي توضيح لموقفها سواء لوسائل الإعلام أو لأعضاء الجمعية أو لمحاميها.
وحسب القانون الأساسي للجمعية يطالب المغاربة المطرودون «بفتح تحقيق عن مجريات أحداث الطرد» و«استرجاع الممتلكات أو التعويض المادي عنها». كما يطالبون الدولة الجزائرية بالاعتذار الرسمي عما بدر منها تجاههم، ويؤكد القانون الأساسي أن المطرودين سيتصلون «بالهيئات الحكومية وغير الحكومية الوطنية والدولية للتعريف بالقضية».
قام محمد الشرفاوي رئيس جمعية المغاربة ضحايا الطرد التعسفي من الجزائر، بمشاركة مارتينا بارتوس بتأليف كتاب المسيرة السوداء، وهو عبارة عن شهادة شخصية وذاتية. يحتوي الكتاب على 108 صفحة، وقد تم تقديمه في المعرض الدولي للنشر والكتاب بالدار البيضاء سنة 2014.
في 27 فبراير 2021 تأسس التجمع الدولي لدعم العائلات المطرودة من الجزائر، كمنظمة دولية غير حكومية. يهدف التجمع إلى جمع الوثائق والمستندات المتعلقة بالضحايا الذين تم طردهم تعسفياً من الجزائر عام 1975، الغاية من جمع هذه الوثائق هي تقديمها إلى الهيئات الدولية لإلقاء الضوء على حقيقة ما حدث.

## الذكرى
في عام 2019، نشر الجيش المغربي مقطع فيديو على فيسبوك يصور شهادات للاجئين مغاربة، يدعو الجزائر إلى الاعتذار. كان الفيديو أيضًا ردًا على مطالب الحكومة الجزائرية للمغرب بالاعتذار للجزائريين الذين تقطعت بهم السبل عقب الهجوم الإرهابي عام 1994 في أسني بمراكش.
كما دعت المنظمة المغربية لحقوق الإنسان الأمم المتحدة إلى التحقيق في الطرد.
في يوليو 2014، أثارت وزارة الخارجية المغربية الموضوع مرة أخرى، وحثت الجزائر على إعادة النظر في الهجرة الجماعية.

## أبرز الشخصيات
- محمد شرقاوي رئيس الجمعية.
- قائمة بلعوشي

## بيبليوغرافيا
- المسيرة السوداء، محمد الشرفاوي ومارتينا بارتوس
- فيلم Apatride للمخرجة نرجس النجار[29]

## وسائط
- https://www.youtube.com/watch?v=Mgq7asJwDnw